# Герман IV (герцог Швабії)
Герман IV (нім. Hermann IV.; бл. 1015–1038) — герцог Швабський в 1030—1038 роках, маркграф Туринський у 1037—1038 роках.

## Життєпис
Походив з династії Бабенбергів. Молодший син Ернста I, герцога Швабії, та Гізели Швабської. Народився близько 1015 року. Невдовзі батько загинув на полюванні, а мати 1016 року знову вийшла заміж. Перебував під опікою вітчима Конрада, графа Шпейєра. 1024 року останній став королем Німеччини, а 1027 року — імператором.
1030 року після смерті старшого брата Ернста II успадкував Швабське герцогство. Зберігав вірність імператорові, брав участь у його походах до Угорщини і Польщі. 1037 року вітчим влаштував шлюб Германа IV з представницею італійського роду Ардуїнічів, завдяки чому отримав титул маркграфа Туринського. Втім 1038 року герцог Швабії помер неподалік від Неаполя під час походу до Південної Італії у війську імператора Конрада II. Останній передав Швабію своєму синові Генріху. Германа IV поховано у соборі Святого Віргілія в Тренті.

## Родина
Дружина — Аделаїда Туринська (Сузька), дочка маркграфа Туринського Ульріка Манфреда II